# 여름으로 가는 문
로맨스와 복수, 냉동 수면과 시간 여행, 그리고 고양이
독자들이 가장 사랑하는 하인라인 최고 인기작
1957년에 출간된 《여름으로 가는 문》(영어: The Door into Summer)은 로버트 A. 하인라인의 작품 중에서도 유난히 인기가 높은 소설이다. [로커스]지 독자 투표에서 세 차례나 올타임베스트에 오른 이 소설은 특유의 빠른 템포에 아기자기한 설정들, 주인공 댄의 유머러스하면서도 안티히어로 분위기를 물씬 풍기는 내레이션, 그리고 시간 여행 패러독스, 냉동 수면, 만능 로봇 등 호기심을 자극하는 SF적 소재가 절묘하게 어우러져 있다. 아울러 인류의 역사가 시작된 이래 언제나 인기 아이템인 ‘로맨스’까지, 그야말로 이야기의 종합선물 세트라 할 수 있다.
대한민국에는 마티에서 오공훈 번역으로 완역 출간 후 2017년 시공사에서 오공훈 번역으로 복간되었다.